# Centrum Nauki Kopernik (stacja metra)
Centrum Nauki Kopernik – stacja linii M2 metra w Warszawie. Jest zlokalizowana w dzielnicy Śródmieście, w pobliżu skrzyżowania ulic Tamka i Wybrzeże Kościuszkowskie, pod tunelem Wisłostrady, w okolicach mostu Świętokrzyskiego i bulwarów wiślanych.
Prace na terenie budowy stacji rozpoczęto 15 listopada 2010, a roboty związane z samą stacją ruszyły w kwietniu 2011. W sierpniu 2012, podczas realizacji łącznika dwóch części stacji przebiegającego pod tunelem Wisłostrady, doszło do wypadku. Zalany został teren stacji, a prace wstrzymano do czerwca 2013. Od sierpnia do listopada 2013 do stacji dotarły cztery tarcze TBM drążące tunele centralnego odcinka II linii metra, a w kolejnych miesiącach na przystanku trwały prace budowlane i wykończeniowe. 30 września 2014 obiekt został zgłoszony przez wykonawcę jako gotowy do odbiorów technicznych. W połowie stycznia 2015 zakończono odbiory wewnętrzne stacji, natomiast pod koniec stycznia pozytywną opinię o niej wyraziły służby zewnętrzne. 20 lutego 2015 stacja otrzymała pozwolenie na użytkowanie, a 8 marca 2015 została otwarta.

## Historia

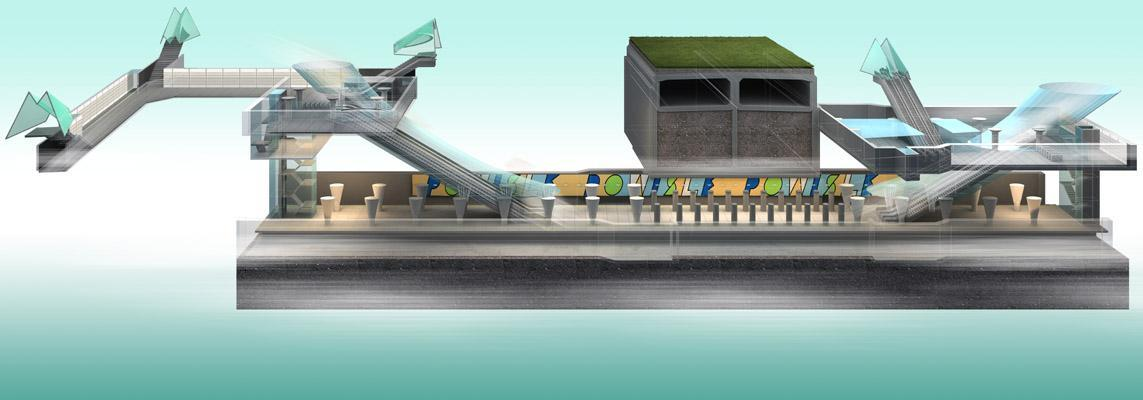
Wstępny projekt stacji autorstwa Andrzeja Chołdzyńskiego (2008)

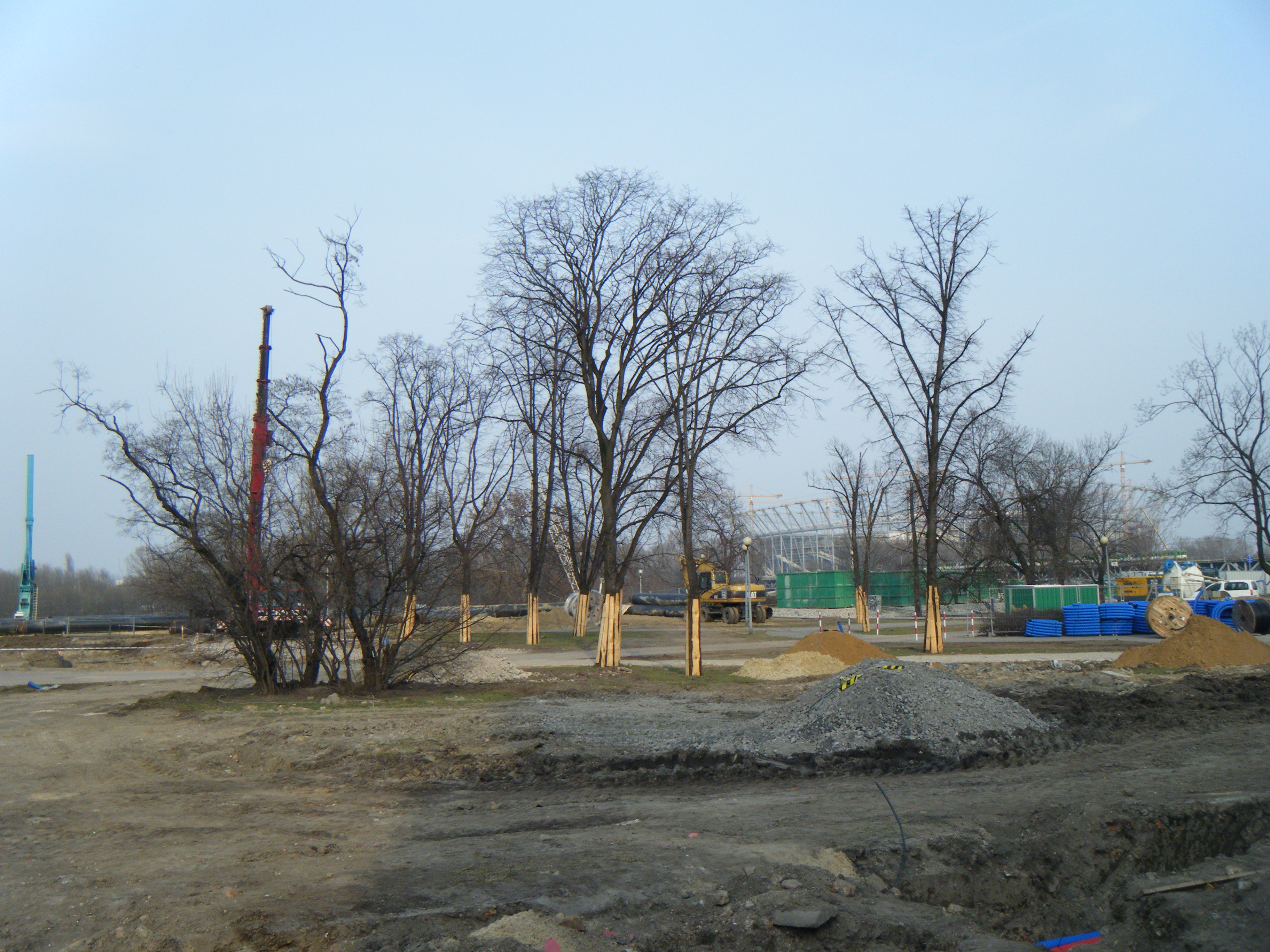
Teren budowy (31 marca 2011)

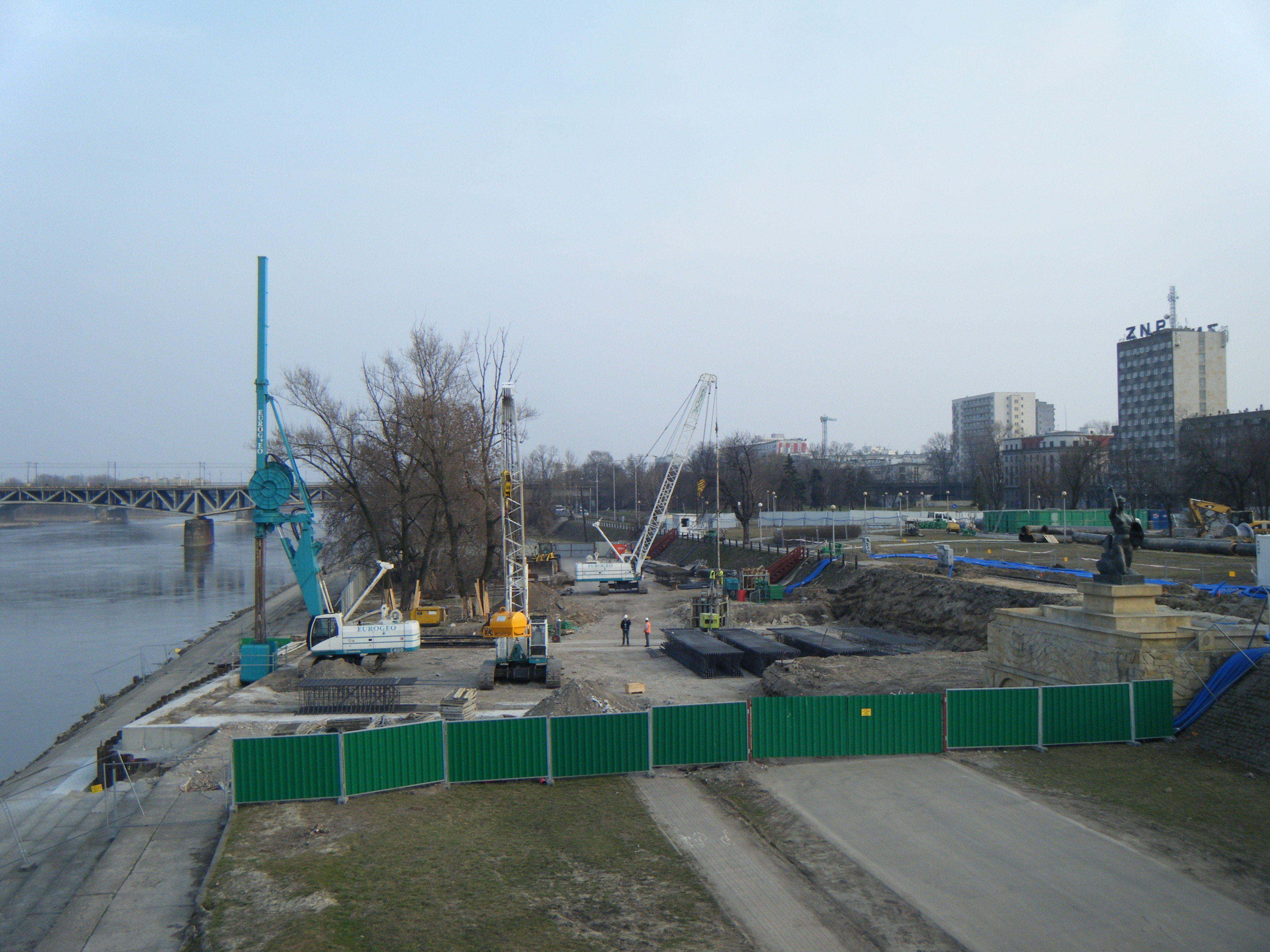
Teren budowy (31 marca 2011)

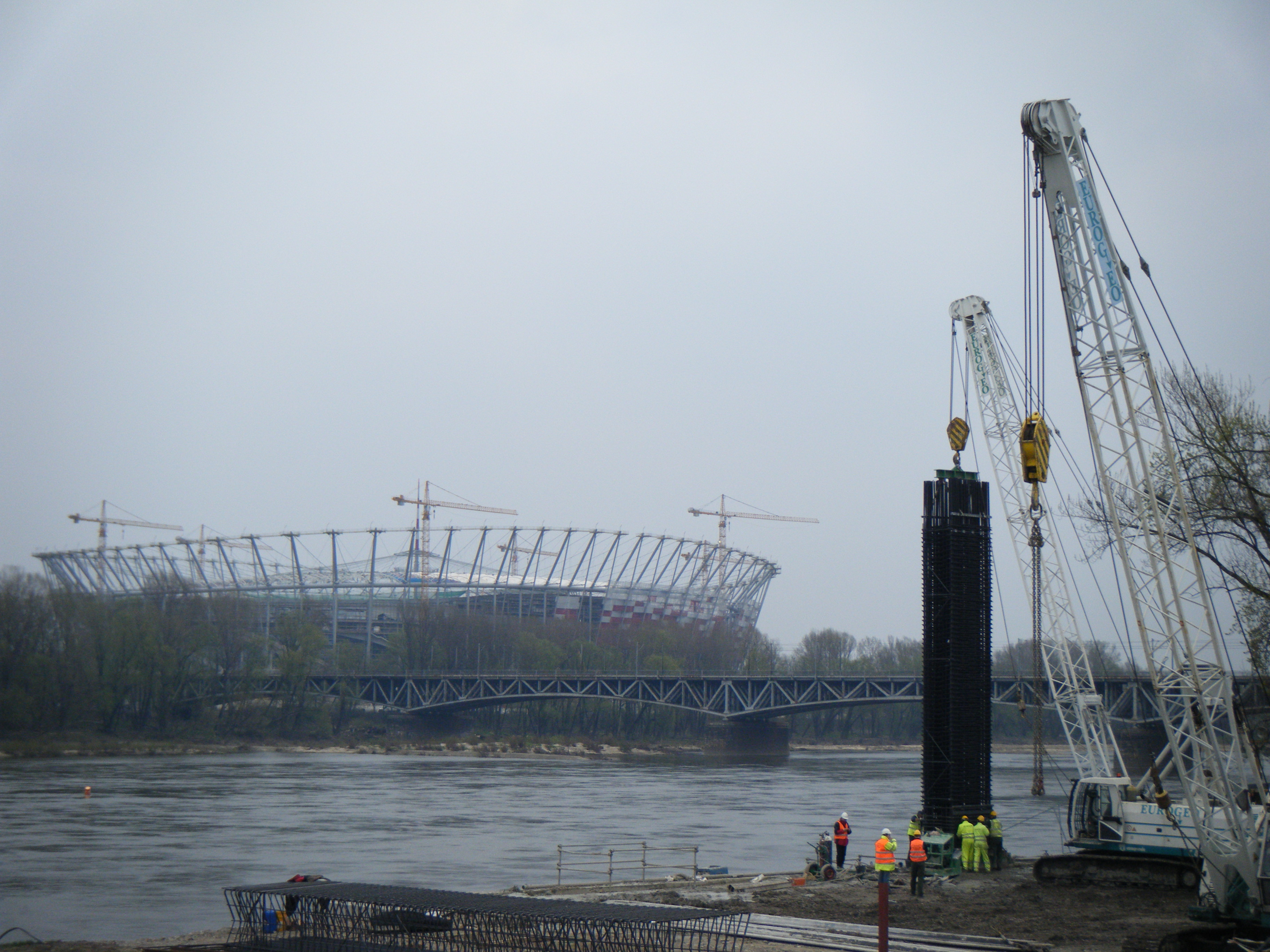
Budowa stacji, w tle budowa Stadionu Narodowego (17 kwietnia 2011)

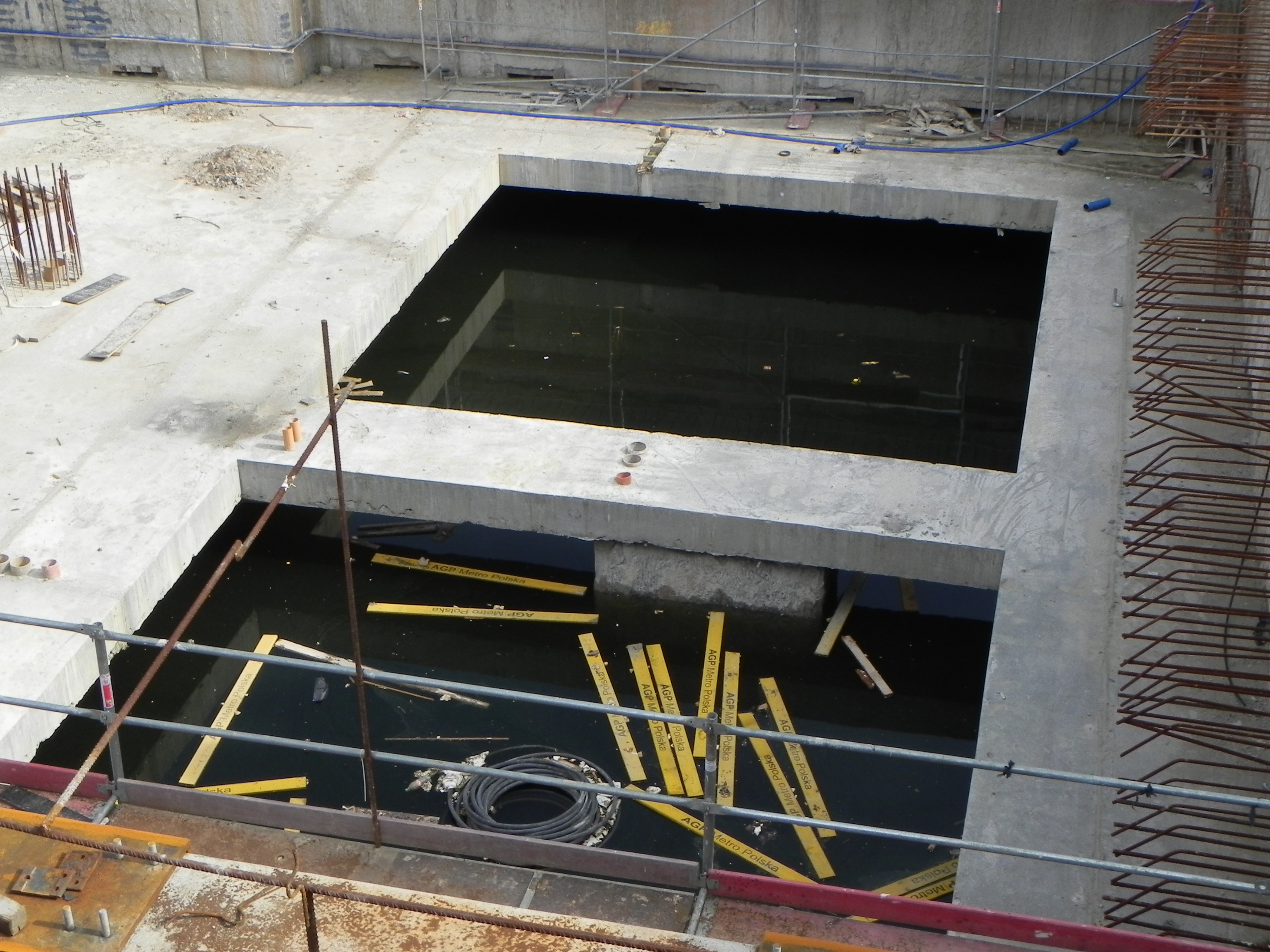
Zalany teren budowy (22 sierpnia 2012)

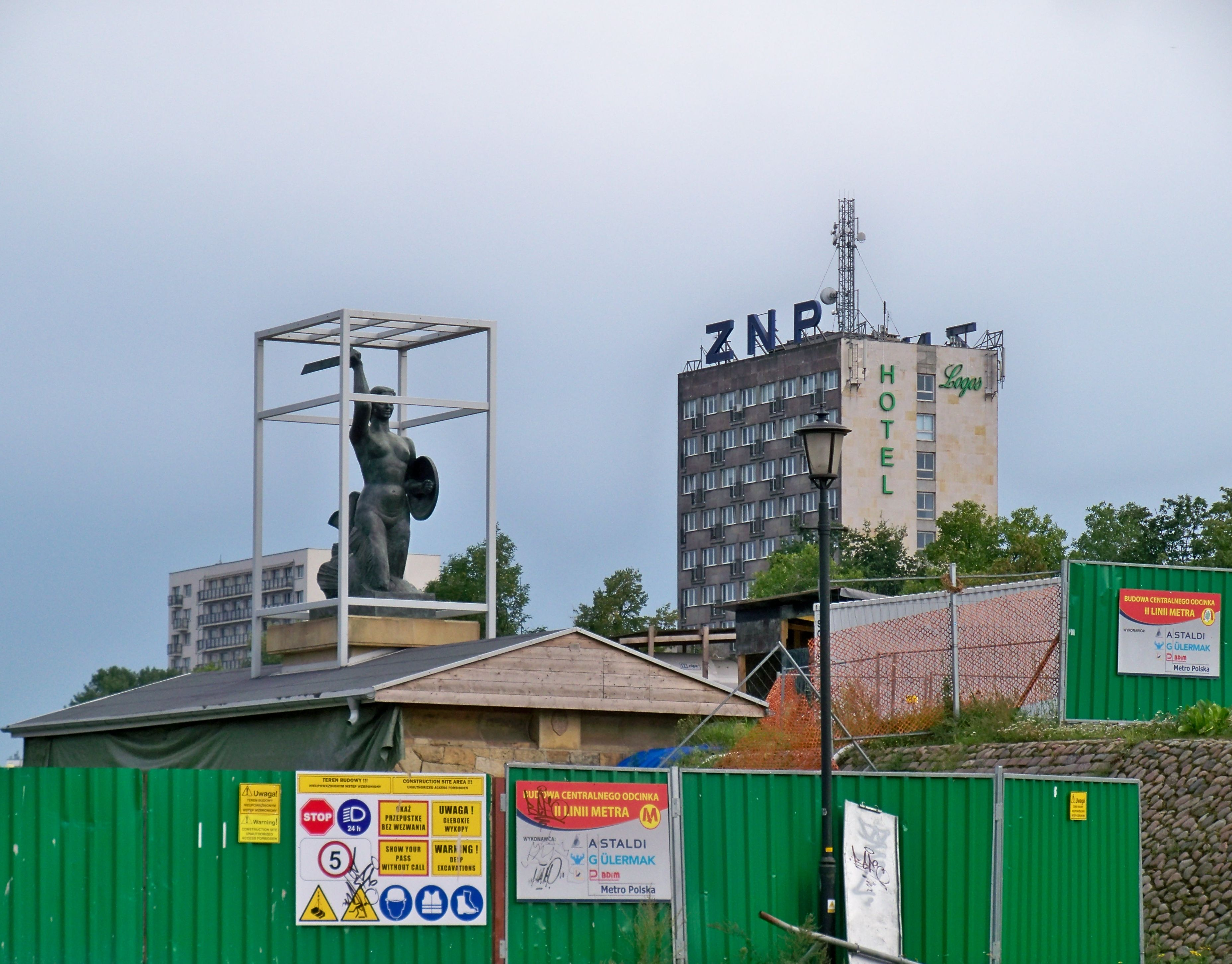
Zabezpieczony pomnik Syreny (26 sierpnia 2012)

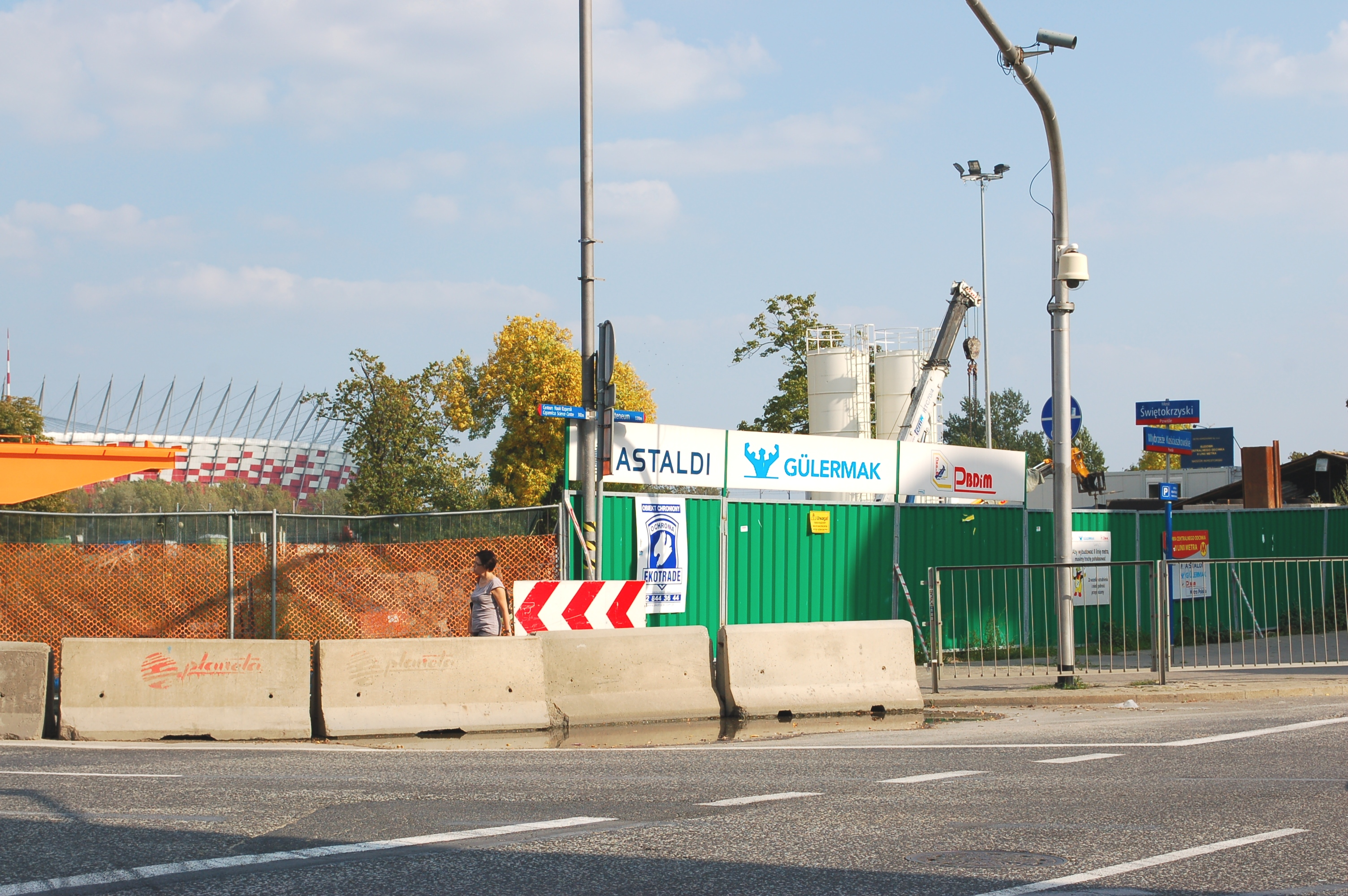
Ogrodzenie terenu budowy (18 września 2012)

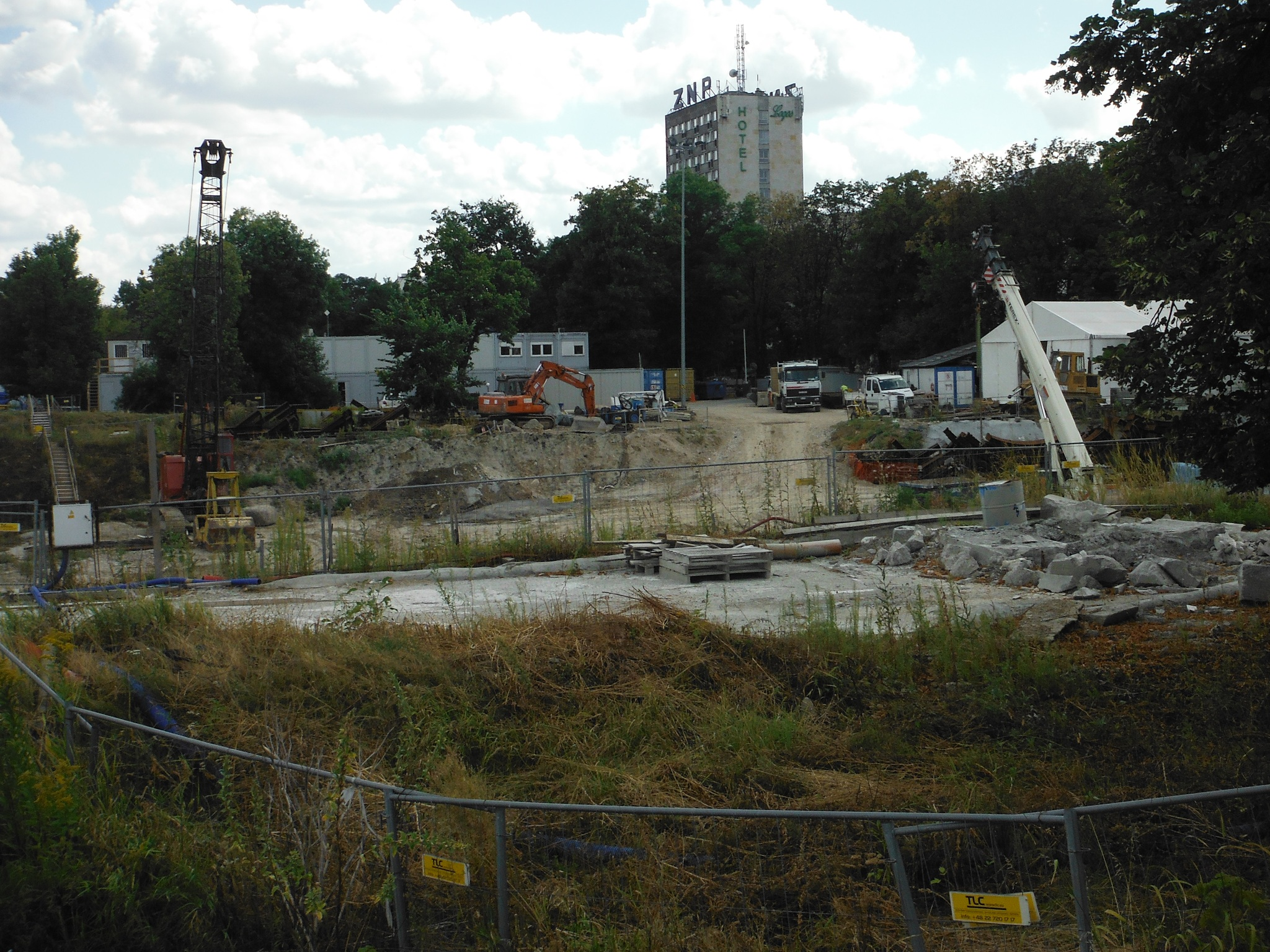
Teren budowy (15 sierpnia 2013)

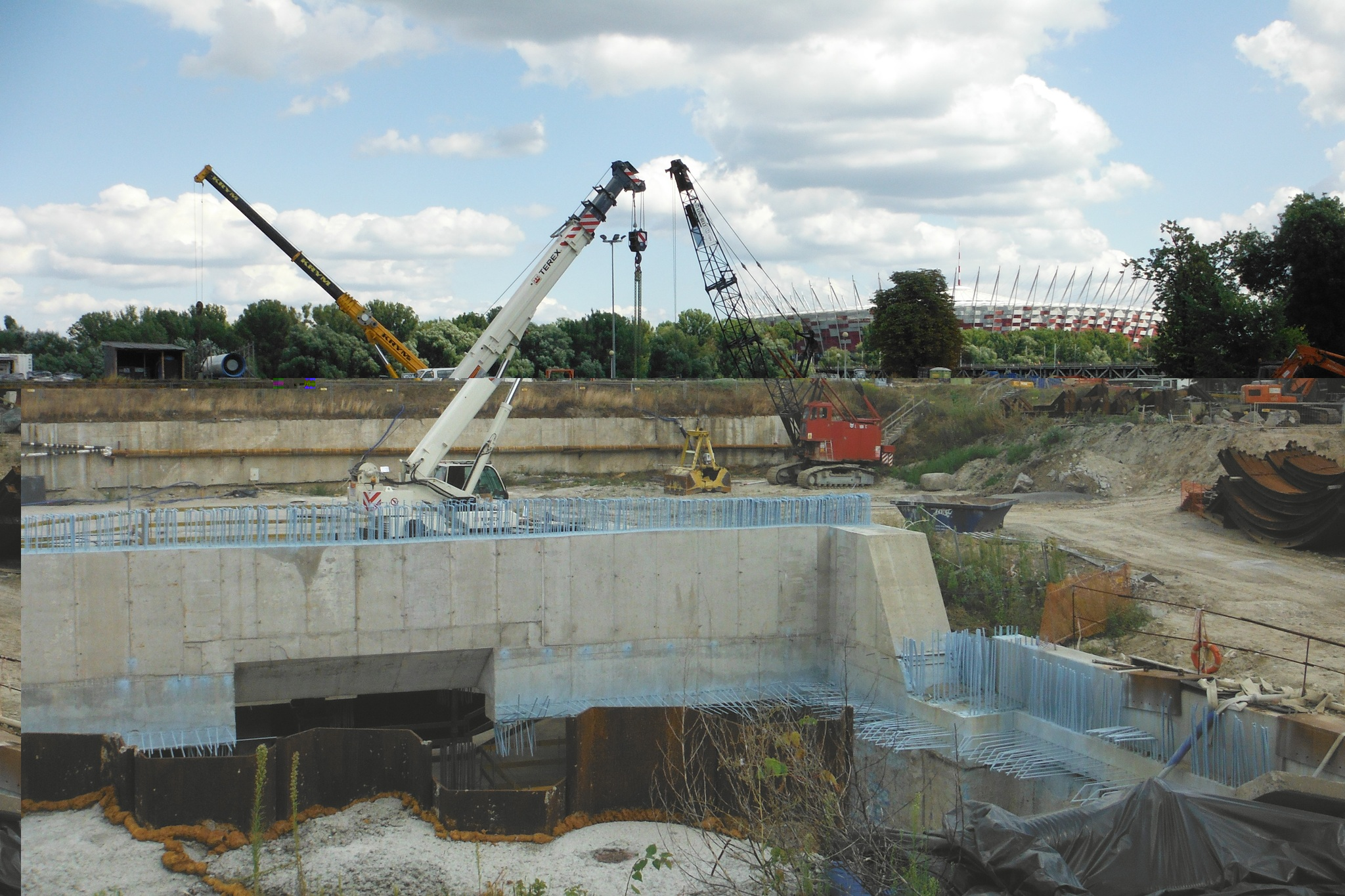
Głowica zachodnia (15 sierpnia 2013)

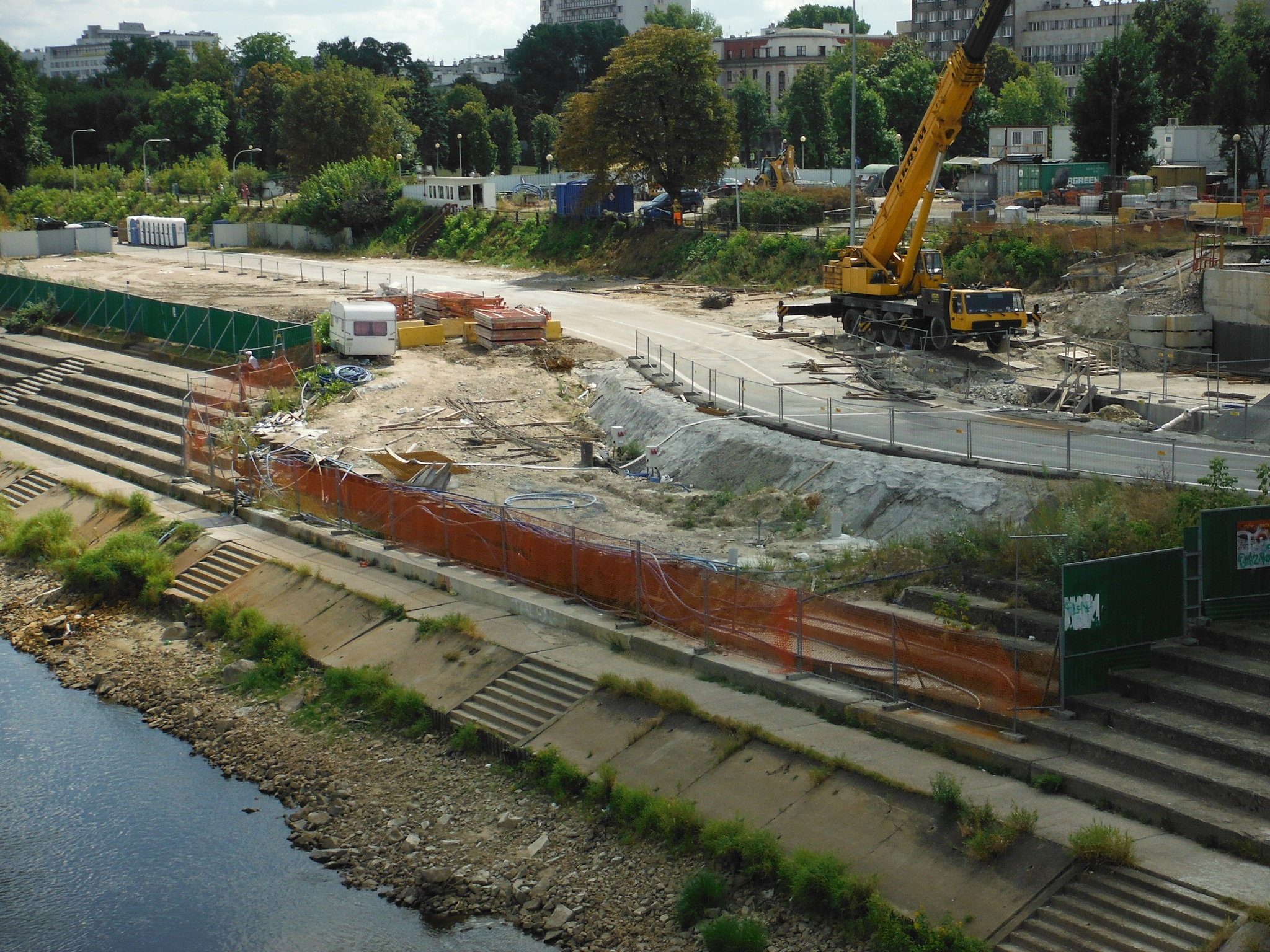
Głowica wschodnia (15 sierpnia 2013)

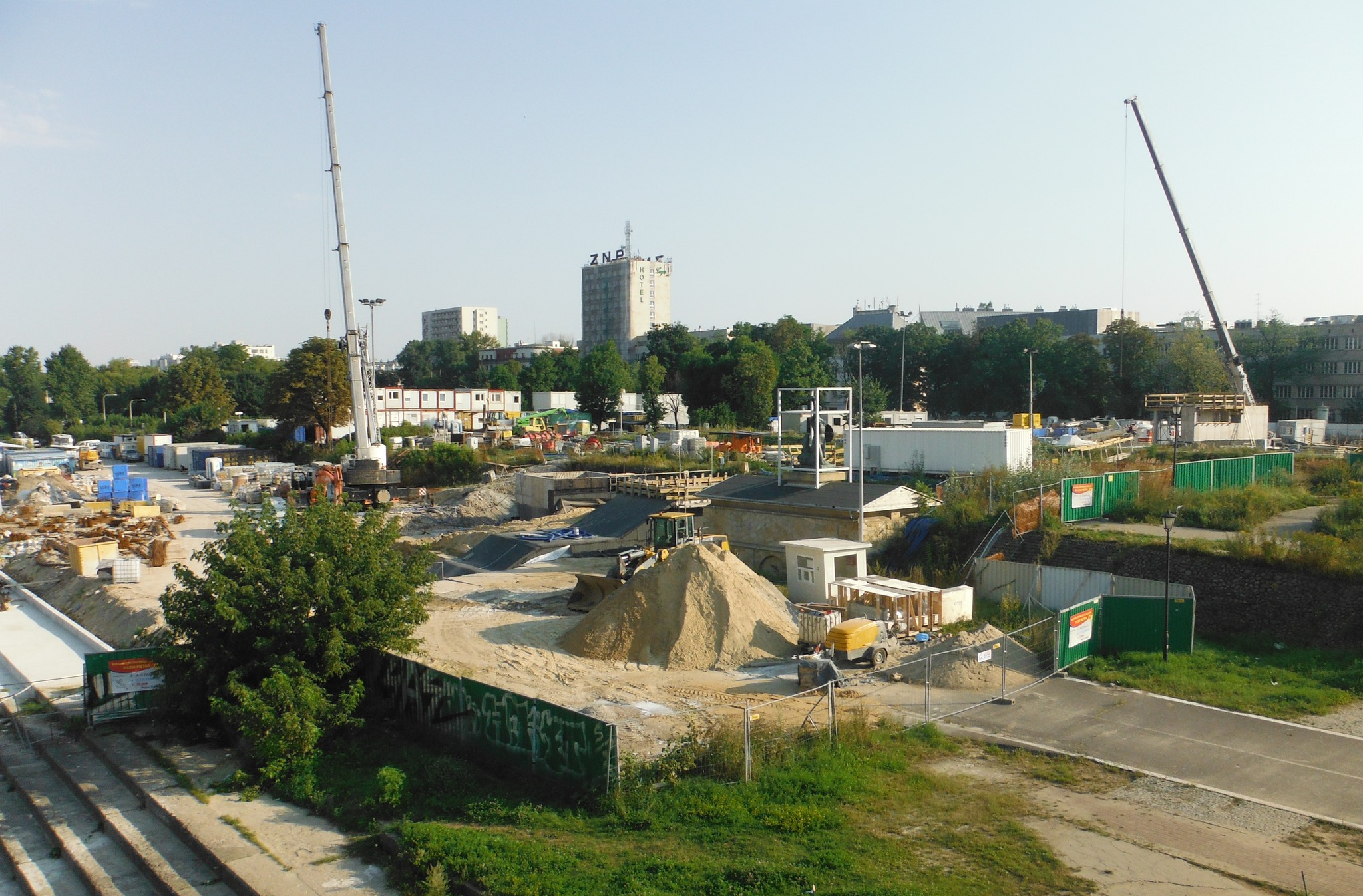
Wschodnia część stacji (2 sierpnia 2014)

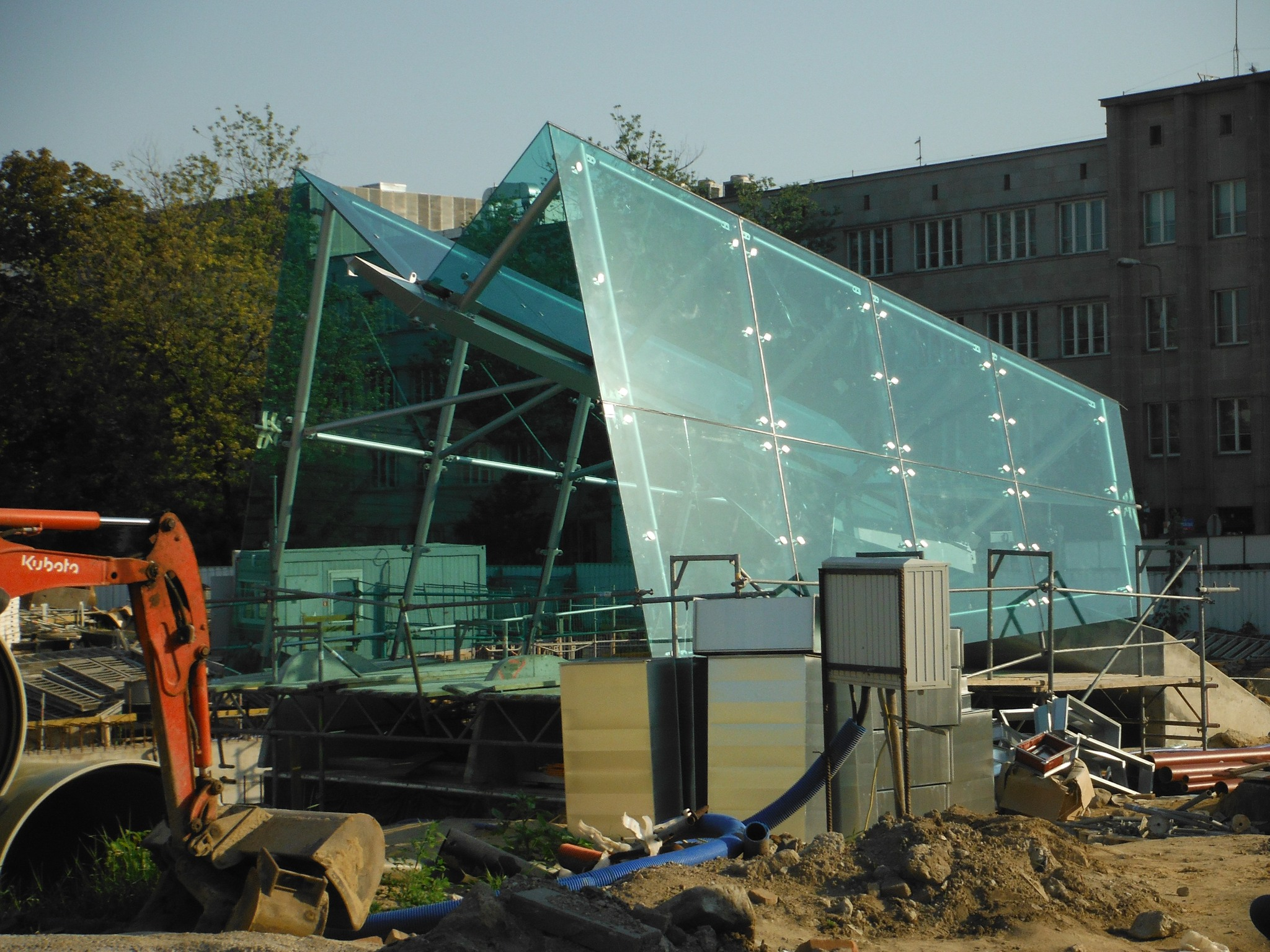
Szklane zadaszenie nad jednym z wejść (2 sierpnia 2014)

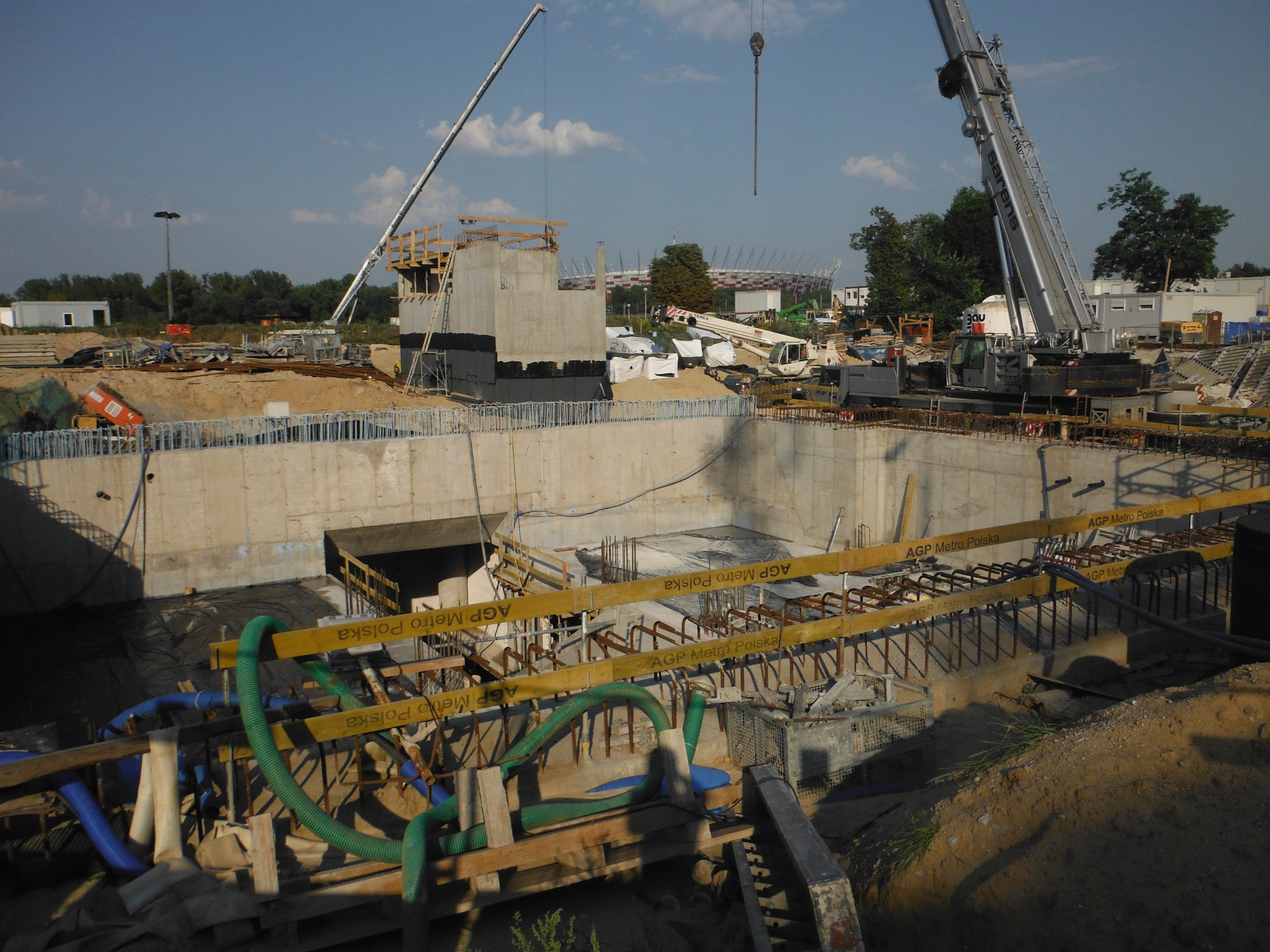
Otwór po zachodniej stronie stacji (2 sierpnia 2014)

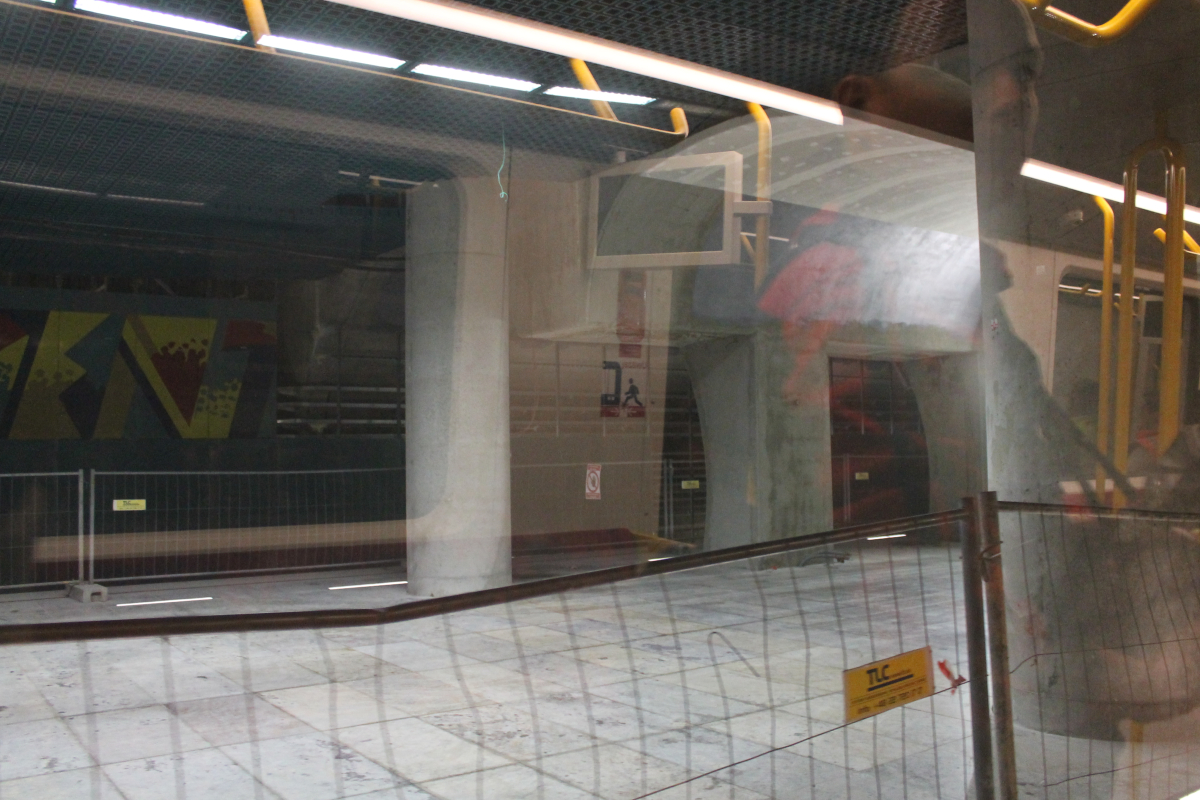
Peron w budowie (28 września 2014)

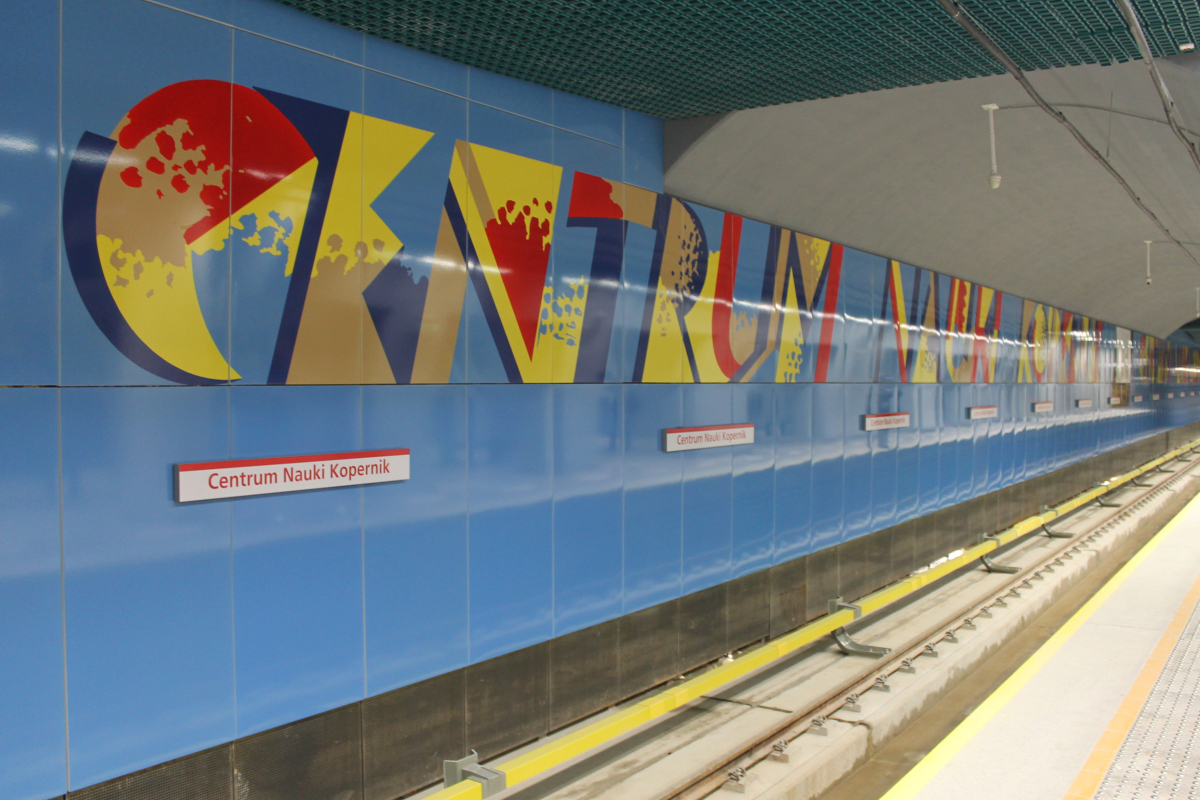
Gotowa ściana zatorowa (9 listopada 2014)

### Projekt
Projekt koncepcyjny centralnego odcinka II linii warszawskiego metra, w tym stacji, został opracowany we wrześniu 2008. Projektantem generalnym jest Andrzej Chołdzyński, z którym współpracowali inni architekci. Autorem opracowania graficznego jest Wojciech Fangor, natomiast projekt branż technicznych opracował Metroprojekt. W projekcie tym stacja otrzymała oznaczenie S11.
28 października 2009 wykonawcą stacji, będącej elementem centralnego odcinka II linii metra, zostało konsorcjum AGP Metro Polska. Dla budowy stacji wybrano metodę odkrywkową tzw. podstropową. Termin realizacji inwestycji określono wtedy na październik 2013. 24 listopada 2009 wykonawca powierzył biuru projektowemu ILF Consulting Engineers Polska realizację projektu budowlanego i wykonawczego stacji.
1 lutego 2010 stacji nadano robocze oznaczenie C13 i nazwę Powiśle.

### Początek budowy
8 lutego 2010 ustalono, że ze wschodniego końca stacji wyruszy tarcza TBM3 drążąca tunel południowy do stacji C15 Dworzec Wileński, a następnie zostanie ona zdemontowana, przewieziona z powrotem na teren stacji Powiśle i wykona tunel północny na tej samej trasie. Na stacji swoją pracę miały natomiast zakończyć maszyny TBM1 i TBM2, które miały drążyć tunel odpowiednio południowy i północny od stacji C9 Rondo Daszyńskiego. 21 maja 2010 wykonawca pozyskał teren pod zaplecze budowy stacji, natomiast 30 września 2010 w Urzędzie Dzielnicy Śródmieście m.st. Warszawy złożono do zatwierdzenia projekt budowlany oraz wniosek o wydanie pozwolenia na budowę szybu startowego na stacji, które zostało wydane 25 października. W listopadzie 2010 wykonano prace w rejonie stacji, a 3 listopada 2010 Metro Warszawskie zgłosiło do Powiatowego Inspektoratu Nadzoru Budowlanego dla m.st. Warszawy zamiar rozpoczęcia robót budowlanych na stacji od 12 listopada 2010. Wykonawca wszedł na teren budowy szybu startowego 15 listopada 2010.
26 listopada 2010 ustalono, że płyta Virtuti Militari i Kamień Pamięci Obrońców Elektrowni Powiśle znajdujące się przy pomniku Syreny zostaną tymczasowo przeniesione do parku Marszałka Edwarda Rydza-Śmigłego w pobliże al. Stanka i zespołu fontann. Pomniki zostały przeniesione do końca listopada, a 16 grudnia miało miejsce ich uroczyste odsłonięcie. W grudniu 2010 wykonano wstępny wykop szybu startowego dla tarczy TBM3, a 22 grudnia 2010 złożono wniosek o pozwolenie na budowę stacji. W styczniu 2011 rozpoczęto montaż ogrodzenia terenu budowy oraz wystartowały prace związane z przygotowaniem terenu pod budowę szybu startowego – pomiary geodezyjne i inwentaryzacja zieleni, natomiast w lutym 2011 trwały prace przygotowawcze do wykonania ścianki szczelnej zabezpieczającej szyb startowy od strony Wisły. W marcu 2011 m.in. rozpoczęto prace przy wykopie wstępnym, zamontowano 48 m ścianki szczelnej, wykonano zaplecze i drogi tymczasowe na terenie budowy oraz zdemontowano schody bulwarów wiślanych. 4 kwietnia 2011 prezydent Warszawy zatwierdził projekt budowlany oraz udzielił pozwolenia na budowę stacji.
W okresie od kwietnia do czerwca 2011 kontynuowano prace związane z wykopem wstępnym, a także usuwano kolizje z sieciami oraz budowano murki prowadzące i ścianki szczelinowe. 15 czerwca 2011 w wykopie zachodnim natrafiono na 40-centymetrowy niewybuch. Pocisk moździerzowy pochodzący najprawdopodobniej z czasów II wojny światowej został zabezpieczony i wywieziony na poligon przez saperów, a robotnicy wznowili prace budowlane po trzech godzinach przerwy. 30 czerwca 2011 zdecydowano, że tarcza TBM1 wydrąży cały tunel północny i w związku z tym nie zakończy pracy na stacji Powiśle, tarcza TBM2 zrealizuje pierwotny plan dla tarczy TBM1 i zakończy pracę na stacji, a TBM3 wykona jedynie tunel południowy pod Wisłą. W lipcu 2011 zakończono zabezpieczanie pomnika Syreny i budowę ściany szczelinowej na wschodniej głowicy stacji, natomiast po zachodniej stronie przystanku wykonywano wykop wstępny, który ukończono w sierpniu 2011. We wrześniu 2011 pomiędzy tunelem Wisłostrady a Wisłą rozpoczęto prace polegające na wykonaniu szalunku pod strop górny, natomiast pomiędzy tunelem Wisłostrady a Wybrzeżem Kościuszkowskim wykonano połowę ścian szczelinowych. 21 września 2011 tarczy nr 3, która miała rozpocząć drążenie tuneli ze stacji Powiśle, nadano imię Wisła, natomiast dwóm pozostałym Maria i Anna. W październiku 2011 wykonano szalunek oraz rozpoczęto zbrojenie stropu górnego po wschodniej stronie stacji, natomiast w listopadzie 2011 wykonano I etap płyty górnej stropu stacji po stronie wschodniej tunelu Wisłostrady oraz rozpoczęto montaż TBM Wisła.
W grudniu 2011 po stronie zachodniej wykonano ściany szczelinowe, natomiast po stronie wschodniej zakończono wykonywanie stropu górnego, wykonano ściany i strop wejścia, ściany klatki schodowej i szachtu windowego oraz rozpoczęto wykonywanie wykopu podstropowego do poziomu -3,5. W styczniu 2012 kontynuowano prace związane z wykopem po stronie wschodniej oraz rozpoczęto realizacje stropu poziomu -1 i wykopu poziomu -2. Pod koniec stycznia 2012 zadecydowano, że ze stacji Powiśle wyruszy w stronę Pragi czwarta tarcza mająca za zadanie wydrążyć tunel północny pod Wisłą, natomiast tarcza trzecia wykona jedynie tunel południowy. W kwietniu 2012 zakończono prace nad przyłączami elektrycznymi TBM, natomiast w kolejnych miesiącach kontynuowano prace nad poziomami -2 i -3. W lipcu 2012 rozpoczęto realizację przejścia pod tunelem Wisłostrady na tunelu północnym.

### Wypadek w sierpniu 2012 i wstrzymanie prac
8 sierpnia 2012 inspektor nadzoru ze strony Metra Warszawskiego zanotował w dzienniku budowy przemieszczanie się przodka w zachodniej części łącznika północnego i przenikanie znacznej ilości wody przez otwory badawcze, w związku z czym zwrócił się do projektanta o ocenę poprawności przeprowadzonych prac i opinię na temat możliwości kontynuowania robót po stronie wschodniej. Projektant uznał, że wszystko jest w porządku, zatem kontynuowano prace przy wykonywaniu łącznika.
13 sierpnia 2012 około godz. 24:00 podczas wykonywania 11. obręczy łącznika pod tunelem Wisłostrady nastąpił nagły i niekontrolowany wypływ nawodnionego gruntu, a mniej więcej w godzinach od 1.30 do 7.00 miały miejsce skokowe napływy materiału. Po południu 14 sierpnia rozpoczęto wypełnianie zachodniej części stacji dla zapewnienia równowagi hydrostatycznej. Pracownicy wykonawcy i nadzoru inwestorskiego oraz przedstawiciele władz miasta, którzy przybyli na miejsce zdarzenia zaraz po wypadku, postanowili ze względów bezpieczeństwa zamknąć ruch w tunelu Wisłostrady i na moście Świętokrzyskim.
15 sierpnia 2012 wykonawca AGP Metro Polska w specjalnym komunikacie dotyczącym zdarzenia podał:

W poniedziałek około godz. 22:00, podczas wykonywania […] przejścia po zachodniej stronie, zauważono przeciek z okolic szczytu wyrobiska. Kierownictwo budowy zdecydowało o ewakuacji pracowników z najniższego poziomu stacji. W niedługim czasie woda pod wysokim ciśnieniem wdarła się do wnętrza stacji. Woda naniosła do wewnątrz stacji piasek […]
Przyczyną zdarzenia było najprawdopodobniej przerwanie przez wykonywane prace podziemnego naturalnego cieku wodnego, pod wysokim ciśnieniem, którego nie wykazały ani badania geologiczne, na bazie których powstały mapy tego obszaru, ani też wiercenia próbne, które zostały wykonane przed rozpoczęciem prac. Siła naporu cieku była tak duża, że przerwała przewidziane w projekcie na podstawie wymienionych badań wzmocnienia gruntu, które wykonano przed rozpoczęciem prac przy budowie łącznika.

Zaraz po awarii przeprowadzono ekspertyzy i wybrano metodę zabezpieczenia tunelu Wisłostrady. 16 sierpnia 2012, jako że badania i oględziny nie stwierdziły żadnych uszkodzeń konstrukcji mostu Świętokrzyskiego, ruch na nim został przywrócony. Tego dnia również, po skuciu chudego betonu, stwierdzono pustkę pomiędzy ścianami szczelinowymi stacji i tunelem Wisłostrady. Wizja lokalna ujawniła, że została odkryta niższa sekcja ścian szczelinowych tunelu oraz że pod jego płytą powstały ubytki. 20 sierpnia 2012 Mazowiecki Wojewódzki Inspektor Nadzoru Budowlanego postanowił o wstrzymaniu podziemnych robót budowlanych związanych z budową łącznika dwóch części stacji, w związku z czym 22 sierpnia Metro Warszawskie zwróciło się do Państwowego Instytutu Geologicznego o sporządzenie oceny aktualnych warunków geotechnicznych. Tego samego dnia wykonawca podjął decyzję, że tarcze drążące tunele pod Wisłą nazwane Wisła I i Wisła II rozpoczną swą pracę ze stacji Dworzec Wileński.
Według przeprowadzonych później badań stwierdzono, że na teren budowy dostało się 6500 m³ gruntu. Pustka pod zachodnią jezdnią Wisłostrady rozciągała się na długości około 60–70 m, natomiast pod jezdnią wschodnią na około 42–50 m. Przestrzeń ta była wypełniona wodą do poziomu około 2 m od spodu płyty tunelu. Wymycie gruntu naruszyło statykę konstrukcji obiektu – jezdnie zostały pozbawione naturalnego podłoża i zawisły jedynie na ścianach szczelinowych. Pomiary wykazały osiadanie poszczególnych sekcji tunelu w granicach od 0,5 do 42,5 mm.
Pod koniec sierpnia 2012 różne instytucje wystawiły rekomendację dla działań wykonawcy polegających na zabezpieczeniu tunelu Wisłostrady oraz uzupełnieniu ubytków mieszanką wiążącą, natomiast we wrześniu były gotowe raporty na temat zdarzenia. W ekspertyzach tych różne podmioty wskazały następujące przyczyny wypadku:
- Instytut Techniki Budowlanej[24]:

W ocenie ITB awaria została spowodowana przebiciem hydraulicznym.

- Instytut Badawczy Dróg i Mostów[25]:

Awaria nastąpiła w wyniku niedostatecznego zabezpieczenia gruntu nad drążonym tunelem północnym łącznika. Przy obecnym rozpoznaniu zakresu wykonanych robót zabezpieczających nie można jednoznacznie ustalić, która z analizowanych możliwości przyczyniła się do przebicia hydraulicznego i zatopienia oraz zamulenia komory peronowej.

- Politechnika Warszawska[26]:

Do czynników sprzyjających wystąpieniu awarii, która zdarzyła się w nocy z 13 na 14 sierpnia 2012 można między innymi zaliczyć:
- Złożone warunki geotechniczne […]
- Niewykryte podczas badań, lecz mogące wystąpić w iłach niewielkie wkładki słabych gruntów pylastych lub organicznych, silnie nawodnionych. […]
- Ewentualne nie osiągnięcie celu w jakim wykonano „parasol ochronny” w postaci kolumn „jet grouting” nad wyrobiskiem, a więc przede wszystkim uszczelnienie i wzmocnienie gruntu wyprzedzająco nad i przed prowadzonym wyrobiskiem. […]
- Zbyt wczesne przystąpienie do drążenia łącznika bo zaledwie po 3 dniach od wykonania ostatnich kolumn „jet grouting” […]
- Nieprzywiązanie dostatecznej uwagi przez Projektanta do informacji Inspektora Nadzoru o zaobserwowanych znacznych wyciekach wody z otworów kontrolnych we wschodniej części stacji i o deformacjach ściany przodka w drążonym łączniku ze strony zachodniej,
- Przyjęcie zbyt dużej powierzchni przekroju poprzecznego wyrobiska. […]

Zazwyczaj awarie nie mają tylko jednej przyczyny. Analizując wydarzenie z 14 sierpnia 2012, które miało miejsce podczas robót podziemnych przy budowie północnego łącznika stacji C13 „Powiśle”, można przyjąć jako prawdopodobne nałożenie się kilku czynników. Nie wskazujemy więc na jedną przyczynę awarii, lecz na różne okoliczności, które przyczyniły się do jej wystąpienia.

- Państwowy Instytut Geologiczny stwierdził, że badania wykonane przez Geoteko w latach 2003–2004, 2007 i 2010 zostały przeprowadzone prawidłowo, jednak dopiero otwory badawcze wykonane w 2012 pozwoliły na dokonanie interpretacji warunków geotechnicznych. Instytut ocenił, że rozpoznanie tych warunków było prawidłowe. W dokumentacji wykazano skomplikowaną budowę geologiczną i warunki hydrogeologiczne, a co za tym idzie panujące trudne warunki dla prac podziemnych[18].

Od 12 do 30 września 2012 trwało uzupełnianie ubytku pod tunelem Wisłostrady polegające na wtłaczaniu specjalnej mieszanki w pustkę powstałą między tunelem i łącznikiem na stacji. Po ukończeniu tych prac wykluczono konieczność rozebrania i zbudowania na nowo wybranych sekcji tego tunelu. 12 grudnia 2012 ukończono dwie ściany odcinające łącznik północny stacji, które stanowiły uszczelnienie hydrauliczne obszaru między dwoma łączonymi korpusami obiektu. Trwały również prace wzmacniające grunt w miejscu, w którym doszło do awarii. Tunel Wisłostrady był zabezpieczany do maja 2013, a 23 czerwca 2013 ruch w tunelu został wznowiony.
W międzyczasie, 7 marca 2013, Rada m.st. Warszawy uchwaliła nazwy stacji centralnego odcinka II linii metra. Nazwa stacji została zmieniona na Centrum Nauki Kopernik. 13 marca 2013 natomiast tarczom mającym za zadanie wydrążenie tuneli pod Wisłą nadano imiona – tarcza Wisła I otrzymała imię Krystyna, natomiast maszynę Wisła II nazwano Elisabetta. 7 maja 2013 termin realizacji inwestycji przesunięto z IV kwartału 2013 na 30 września 2014.

### Kontynuacja robót od czerwca 2013
W lipcu 2013 rozpoczęto wykonywanie konstrukcji na wejście tarcz TBM od strony ul. Wybrzeże Kościuszkowskie, ukończono wykop do poziomu płyty dennej wschodniej strony stacji oraz wybrano grunt z poziomu -3 po zachodniej stronie.
12 sierpnia i 11 października 2013 stację Centrum Nauki Kopernik od strony wschodniej osiągnęły tarcze odpowiednio Krystyna i Elisabetta, 22 października 2013 ścianę zachodnią stacji sforsowała tarcza Anna, natomiast 28 listopada 2013 od strony zachodniej do stacji dotarła tarcza Maria, tym samym kończąc drążenie tuneli centralnego odcinka warszawskiej linii M2. Demontaż wszystkich tarcz na terenie stacji trwał od listopada 2013 do stycznia 2014. 15 grudnia 2013 na terenie stacji zaprezentowana została tarcza Maria.
Od sierpnia 2013 do lutego 2014 na stacji trwały prace związane m.in. z płytą denną oraz mrożenie gruntu na potrzeby wyjęcia stopendu i usunięcia ściany szczelinowej. Na początku października 2013 przystąpiono do realizacji prac nad łącznikiem części zachodniej i wschodniej stacji, w których wykorzystywano technologię mrożenia gruntu ciekłym azotem. W nocy z 19 na 20 października 2013 w związku z realizacją przejścia podziemnego pod północną częścią skrzyżowania Wybrzeża Kościuszkowskiego i Tamki uległ zmianie układ komunikacyjny w pobliżu stacji. Zamknięto ul. Tamka na odcinku od Wybrzeża Kościuszkowskiego do mostu Świętokrzyskiego, a Wybrzeże Kościuszkowskie zostało zwężone do jednego pasa pozwalającego na wjazd na most. W marcu 2014 rozpoczęto zamykanie otworów technologicznych w stropach, a pod koniec tego miesiąca ukończono północny łącznik pod tunelem Wisłostrady, w rejonie którego doszło do wypadku w sierpniu 2012. Pod koniec kwietnia 2014 ukończono łącznik południowy, a w kolejnym miesiącu wykonano łącznik środkowy w miejscu peronu pasażerskiego.
W maju 2014 zamknięto otwory technologiczne, a w czerwcu 2014 trwały m.in. prace przy czerpnio-wyrzutni zachodniej, konstrukcji pod wschodnie schody ruchome, prace końcowe przy klatkach schodowych, pochylniach schodów ruchomych i słupów kielichowych na peronie w zachodniej części stacji oraz prace wykończeniowe w przejściu podziemnym pod ul. Wybrzeże Kościuszkowskie, ponadto kontynuowano montaż docelowych elementów konstrukcji łącznika wschodniej i zachodniej części stacji pod tunelem Wisłostrady.
27 czerwca 2014 na terenie stacji doszło do pierwszego śmiertelnego wypadku przy budowie II linii warszawskiego metra. Robotnik spadł z wysokości 10 m do wykopu na najniższą kondygnację w okolicach wjazdu do tunelu. W ramach akcji ratunkowej został on wydobyty na powierzchnię metodami alpinistycznymi, jednak po próbie reanimacji stwierdzono jego zgon. W lipcu 2014 m.in. zakończono mrożenie gruntu solanką, ukończono dwa wyjścia, słupy na peronie, łącznik pod Wisłostradą, rozpoczęto prace wykończeniowe w części zachodniej oraz prace nad konstrukcją peronu pasażerskiego, która była gotowa w sierpniu 2014. W sierpniu także trwały prace wykończeniowe, montaż schodów ruchomych oraz przygotowywano się do zamknięcia otworu technologicznego po zachodniej stronie stacji. We wrześniu 2014 ukończono roboty torowe i kontynuowano prace wykończeniowe. W połowie tego miesiąca, na dwa tygodnie przed końcem prac, wykonawca skierował na teren budowy stacji ponad 450 osób.

### Odbiory techniczne i oddanie do użytku
30 września 2014 wykonawca centralnego odcinka II linii metra zgłosił inwestycję do odbiorów technicznych. Stacja nie była wtedy ukończona – brakowało elementów wykończenia i trwały prace instalacyjne.
9 listopada 2014 miał miejsce Dzień Otwarty Metra, w ramach którego zwiedzający mogli zobaczyć wszystkie stacje centralnego odcinka II linii metra, w tym Centrum Nauki Kopernik.
W połowie stycznia 2015 stację odebrał inwestor, natomiast 30 stycznia zakończyły się odbiory zewnętrzne straży pożarnej, sanepidu i inspektora ochrony środowiska. 20 lutego 2015 Wojewódzki Inspektorat Nadzoru Budowlanego wydał pozwolenie na użytkowanie stacji. 5 marca 2015 na stacji odbyły się ćwiczenia straży pożarnej.
8 marca 2015 o godz. 9:30 stacja została uruchomiona wraz z całym centralnym odcinkiem linii metra M2.

## Lokalizacja

### Położenie

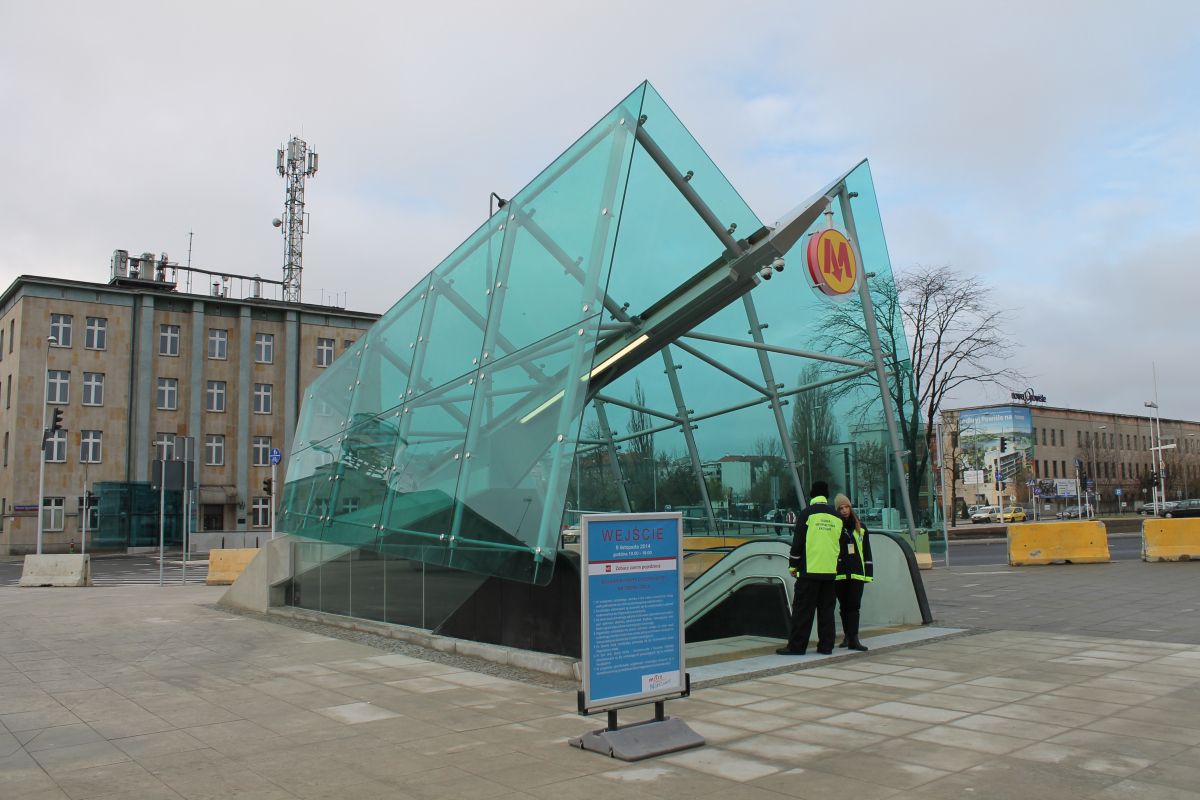
Oszklone wejście na stację (9 listopada 2014)

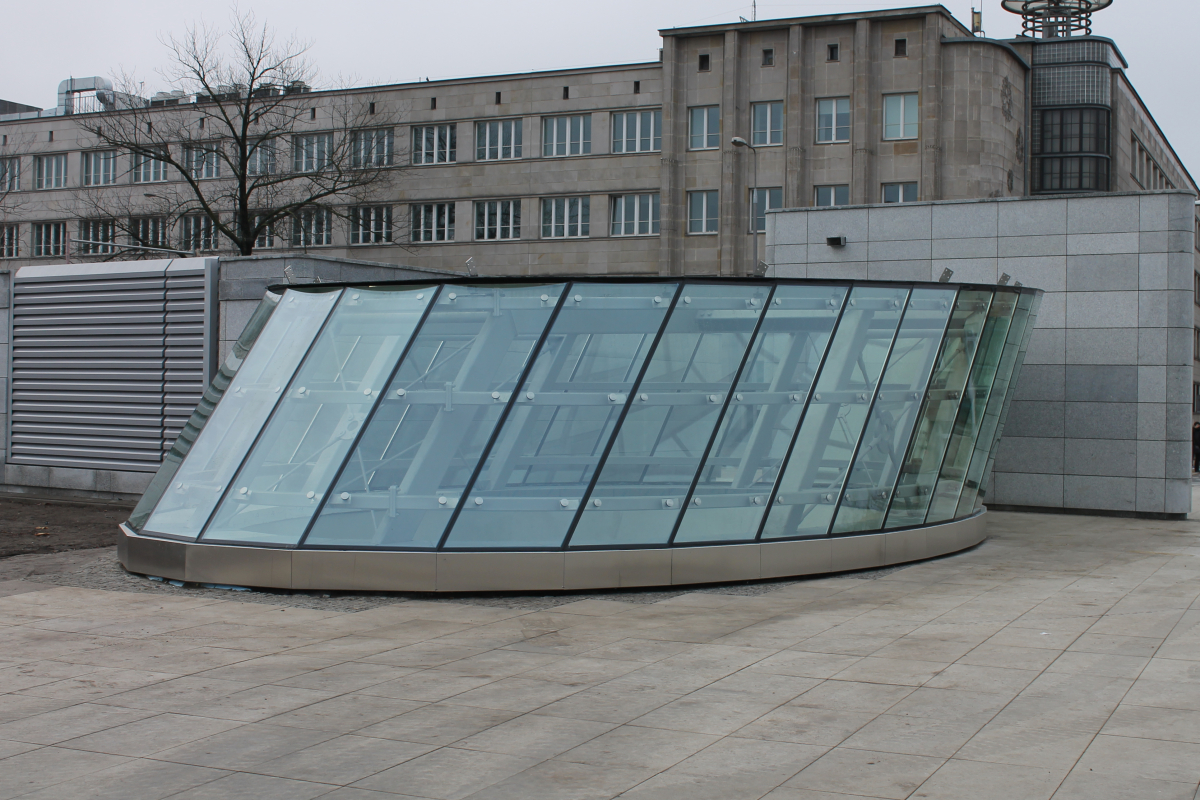
Świetlik nad antresolą zachodnią (9 listopada 2014)

Stacja C13 Centrum Nauki Kopernik położona jest w dzielnicy Śródmieście, zlokalizowana pomiędzy ul. Wybrzeże Kościuszkowskie i nabrzeżem wiślanym, pod tunelem Wisłostrady, u wylotu ul. Tamka. Głębokość peronu poniżej poziomu gruntu wynosi 19 m, co zostało wymuszone przez konieczność przejścia tuneli pod dnem Wisły.
Jako że stacja położona jest w bezpośrednim sąsiedztwie rzeki, obiekt jest chroniony przed zalaniem. Wszystkie otwory stacji, a w szczególności hale wejściowe i hale wentylatorów, umieszczono powyżej granicy wody dwustuletniej, tj. najwyższego stanu wody w Wiśle w ciągu ostatnich 200 lat.
Na głowicę zachodnią prowadzą dwa wejścia zlokalizowane na północno-zachodnim i południowo-zachodnim narożniku skrzyżowania ulic Tamka i Wybrzeże Kościuszkowskie oraz dwie windy, natomiast na głowicy wschodniej, przy pomniku Syrenki, zlokalizowane jest jedno wejście i jedna winda. Tylko jedno z nich zostało oszklone, zadaszenia dwóch pozostałych zostały usunięte z projektu pod koniec 2010 na żądanie konserwatora zabytków.
Stacja jest ostatnim przystankiem po lewej stronie Wisły. Stacją poprzednią jest C12 Nowy Świat-Uniwersytet, do której prowadzą najdłuższe i najbardziej strome tunele na całym centralnym odcinku II linii metra – tunel południowy ma długość 951 m i największe pochylenie wynoszące 3,814%, natomiast tunel północny ma długość 947 m i największe pochylenie wynoszące 2,99%. Stacją następną jest natomiast C14 Stadion Narodowy, do której prowadzi tunel północny o długości 920 m i południowy o długości 935 m. Każdy z tych tuneli na długości około 600 m przebiega na głębokości 8 m poniżej dna Wisły. Odległości między osiami stacji wynoszą 1091 m do stacji poprzedniej i 1163 m do stacji następnej, co jest największą odległością międzystacyjną na centralnym odcinku linii M2.

### Połączenia komunikacyjne
W okolicach stacji znajdują się cztery przystanki autobusowe – jeden przy ul. Tamka, jeden przy ul. Zajęczej oraz dwa w tunelu Wisłostrady. Początkowo nosiły one nazwę Pomnik Syreny i dwa przystanki w tunelu były stałe, natomiast dwa pozostałe na żądanie. Wraz z otwarciem stacji metra zespołowi przystankowemu nadano nazwę Metro Centrum Nauki Kopernik, a przystanki warunkowe zmieniono na stałe.

## Wygląd

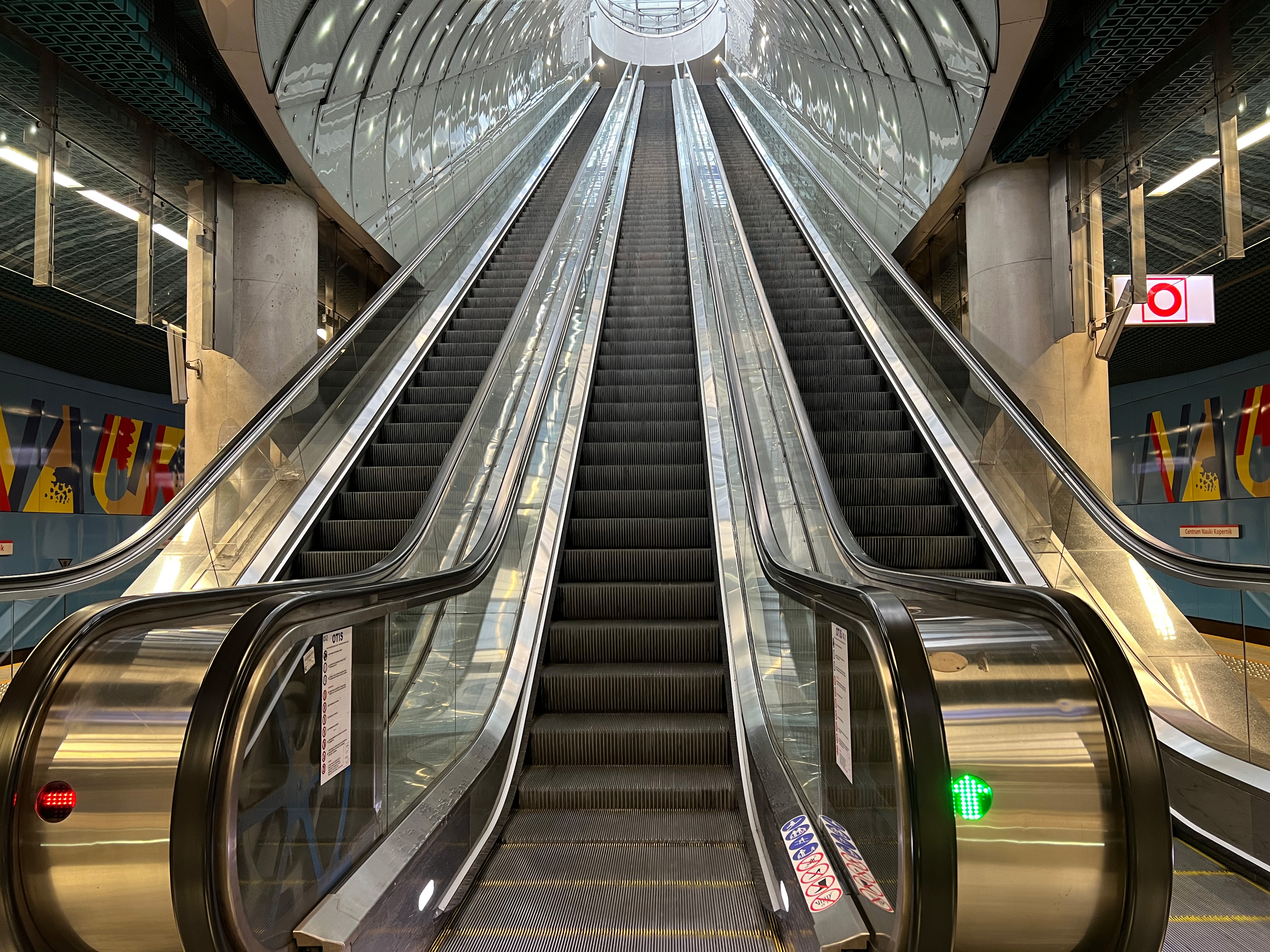
Schody ruchome o długości 40,4 m (9 listopada 2014)

Korpus stacji ma długość 144 m i szerokość 22,6 m. Kubatura obiektu wynosi 75 368 m³, natomiast powierzchnia 8673 m².
Kolorem przewodnim stacji jest błękit, w którym utrzymane jest szklane wejście w kształcie motyla, sufit podwieszony nad peronem oraz ściany zatorowe ozdobione grafikami autorstwa Wojciecha Fangora. Peron przystanku o długości 120 m i szerokości 11 m na odcinku przebiegającym pod tunelem Wisłostrady składa się z trzech równoległych i połączonych ze sobą zaokrąglonych tuneli. We fragmencie tym zamiast kolumn kielichowych znajdują się otwory wykute w przestrzeni pomiędzy wcześniej drążonymi tunelami. Szyby schodów ruchomych łączących antresole z peronem tworzą półokrągłe szklane tunele z nieregularnie rozmieszczonymi punktami świetlnymi. Na stacji znajdują się najdłuższe schody ruchome w Polsce o długości 40,4 m. Ponadto nad zachodnim szybem znajduje się świetlik wpuszczający światło naturalne na peron. Analogiczna konstrukcja miała znajdować się na głowicy wschodniej, jednak we wrześniu 2010 została ona usunięta z projektu ze względu na lokalizację na terenie bezpośredniego zagrożenia powodzią.

## Liczba pasażerów

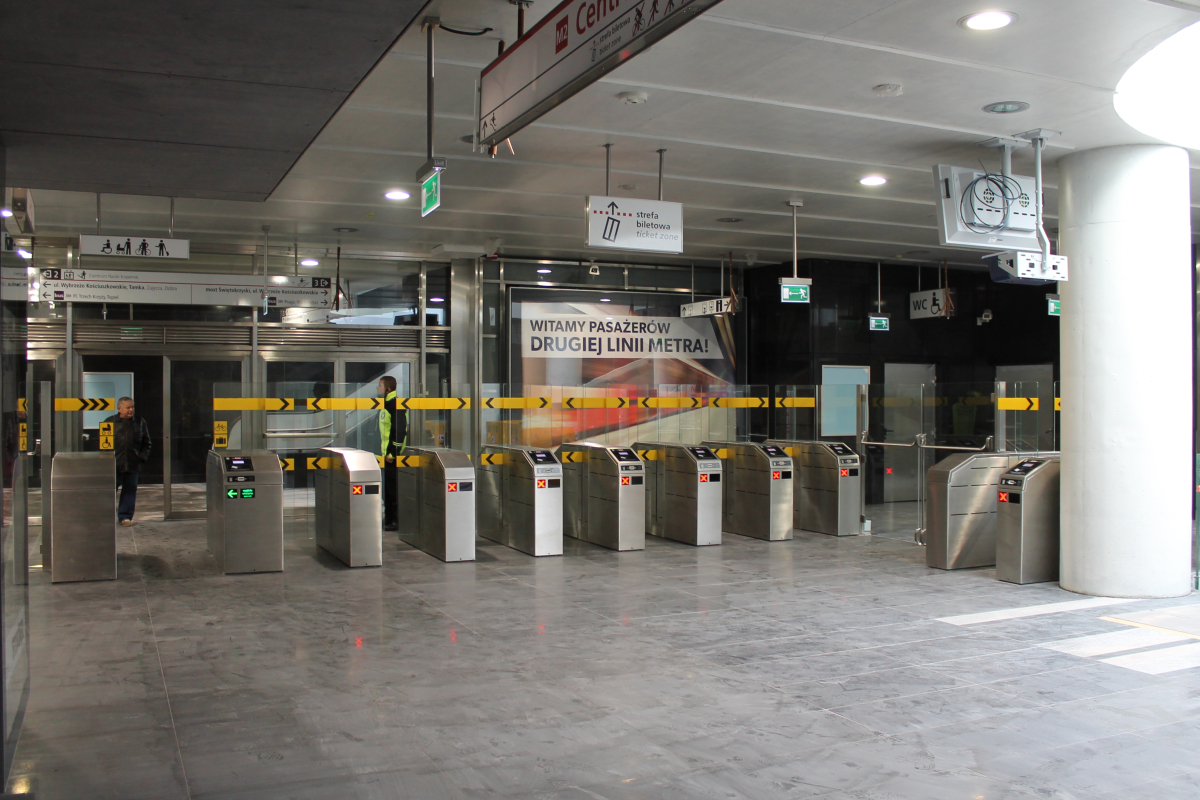
Bramki biletowe w zachodniej hali odpraw (9 listopada 2014)

8 marca 2015, w dniu uruchomienia linii M2, przejazdy nią były bezpłatne i liczbę pasażerów, którzy w ciągu tego niepełnego dnia eksploatacji skorzystali ze wszystkich stacji razem, oszacowano na około 233 tys. W kolejnych dniach użytkowania dokonano pomiarów na każdej ze stacji z osobna i według danych z liczników bramek biletowych wynika, że stacja jest najmniej popularnym przystankiem na całej linii.
Pod koniec maja 2015, po niespełna trzech miesiącach eksploatacji, liczba pasażerów na linii M2 ustabilizowała się. W ostatnim tygodniu maja 2015 zanotowano wzrost przewozów związany z finałem Ligi Europy, który rozegrano 27 maja na Stadionie Narodowym. Na początku czerwca 2015 stacja była nadal najmniej popularną stacją na całym odcinku.

## Krytyka
Stacja, według pierwszych planów, miała być zlokalizowana pod ul. Zajęczą przy ul. Dobrej. W 2006 zdecydowano o przeniesieniu obiektu pod ul. Tamka. Następnie uznano, że budowa stacji w tym miejscu mogłaby zagrażać fundamentom kościoła św. Teresy od Dzieciątka Jezus, dlatego ostatecznie ustalono lokalizację blisko Wisły. Decydenci wskazywali wówczas na dogodny dojazd na bulwary.
Po otwarciu stacji, zgodnie z polityką ZTM zakładającą odzyskiwanie taboru autobusowego z miejsc, w których jeżdżą tramwaje i metro, zmianom uległa komunikacja autobusowa na Powiślu. We wrześniu 2015, pół roku po uruchomieniu stacji, mieszkańcy Powiśla zaczęli wskazywać na niedogodną lokalizację obiektu na uboczu. Stacja jest oddalona od domów mieszkalnych, przez co osoby niepełnosprawne i starsze, które głównie zamieszkują w okolicach stacji, miały problemy z dotarciem do niej. Ponadto obiekt leży z dala od punktów przesiadkowych. W związku z tym zrodziła się potrzeba zapewnienia lepszego dojazdu z Powiśla do centrum miasta za pomocą autobusów. 23 sierpnia 2016 komisja infrastruktury w Radzie Warszawy zorganizowała spotkanie, podczas którego zostały przedstawione propozycje zmian w komunikacji mające na celu poprawę sytuacji.